# FK Rostow
Der FK Rostow (russisch Футбольный клуб Ростов, wissenschaftliche Transliteration: FK Rostov) ist ein russischer Fußballverein aus der südrussischen Stadt Rostow am Don. Der Verein gewann 2014 den russischen Fußballpokal und wurde 2016 Russischer Vizemeister.

## Geschichte

### Sowjetunion
Der Verein wurde im Mai 1930 gegründet und trug bis 1953 den Namen Traktor Rostow. 1950 nahm das Team erstmals am Ligabetrieb der Russischen SFSR teil. Im Zuge der Ligenreform wurde die Mannschaft 1953 in Torpedo umbenannt und spielte sodann in Gruppe B der sowjetischen Meisterschaft. Bereits vier Jahre später wurde erneut der Vereinsname geändert, diesmal in Rostselmasch, nach dem Hauptsponsor und dem größten Landmaschinenhersteller in Russland und Osteuropa, Rostselmasch. 1964 erreichte Rostow den ersten Platz in einer der Zonenmeisterschaften der Gruppe B, schlug im Play-off-Match Terek Grosny und stieg damit in die zweithöchste sowjetische Liga auf, wo die Mannschaft bis 1969 blieb. Zwischen 1970 und 1974 nahm Rostow nicht am Spielbetrieb teil und spielte lediglich bei einigen regionalen Turnieren mit. Erst im Jahre 1975 nahm das Team den Ligabetrieb wieder auf und startete nach erneuten Reformen in der dritthöchsten Spielklasse. Nach 10 Jahren erreichte der Klub 1985 das langersehnte Ziel, wieder in der zweiten Liga zu spielen. Mittlerweile gab es ein ansehnliches Stadion sowie eine eigene Sportschule, aus der Nachwuchsspieler in die erste Mannschaft wechselten. In der besagten Saison schaffte Rostselmasch 26 Spiele ohne Niederlage. In der zweiten Liga spielte die Mannschaft den bewährten Offensivfußball und schoss in der ersten Saison 86 Tore – die meisten der Liga – und belegte am Ende den siebten Tabellenplatz. Bis zum Zusammenbruch der Sowjetunion 1991 spielte die Mannschaft in der zweithöchsten sowjetischen Liga.

### Russland
Nach dem Zerfall der Sowjetunion gab es ab 1992 die neue russische Oberste Liga, in die auch die Mannschaft Rostow aufgenommen wurde und dort in der ersten Saison den achten Tabellenplatz erreichen konnte. Die zweite Saison verlief für den Verein wenig erfolgreich, da viele gute Spieler ins Ausland wechselten und andere sich verletzten, sodass am Saisonende der Gang in die zweite Liga angetreten werden musste. Entgegen allen Erwartungen setzte sich Klub gegen große Konkurrenz wie Zenit Sankt Petersburg und Sokol Saratow durch und schaffte den sofortigen Wiederaufstieg. In der Spielzeit 1998 erreichte Rostow mit dem sechsten Tabellenplatz und der damit verbundenen Berechtigung zur Teilnahme am UEFA Intertoto Cup 1999 den bis dahin größten Erfolg seiner Vereinsgeschichte. Nachdem zuerst FK Cementarnica 55 Skopje und NK Varteks Varaždin bezwungen wurden, schaffte der FK Rostselmasch den Sprung ins Halbfinale des europäischen Wettbewerbs. Dort traf der Verein auf einen der größten und bekanntesten europäischen Fußballvereine: Juventus Turin. Ein Jahr später erreichte der Verein erneut den „Strohhalmcup“ 2000 und schied in der dritten Runde gegen den französischen Vertreter AJ Auxerre aus. Von 2002 bis 2005 war der griechisch-russische Unternehmer Ivan Savvidis Präsident des Vereins. 2003 erreichte der Klub das Finale des russischen Pokals, das jedoch am 15. Juni im hauptstädtischen Lokomotive-Stadion mit 0:1 gegen Spartak Moskau verloren wurde. In dieser Saison wurde auch die bisher letzte Namensänderung in FK Rostow durchgeführt.

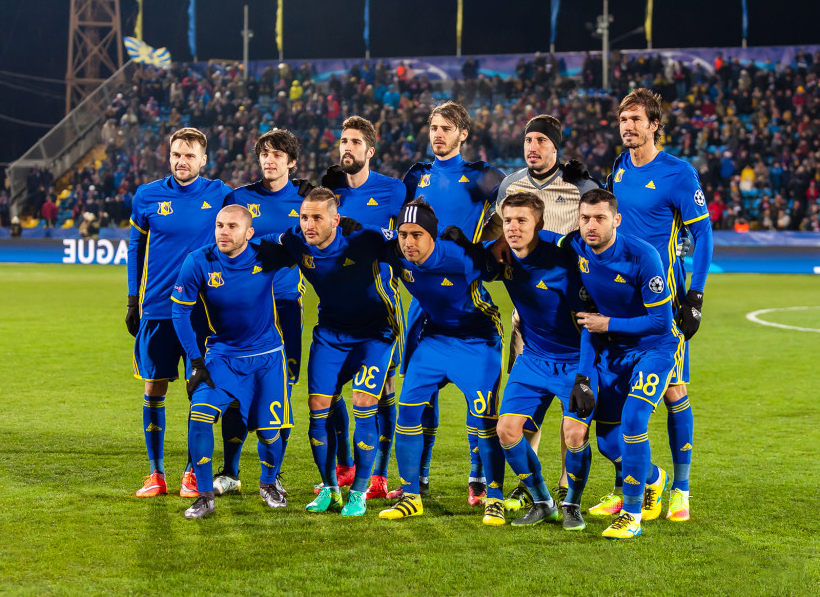
Mannschaft während eines Spiels gegen den FC Bayern München während der UEFA Champions League 2016/17

2007 erlebte Rostow ein besonders erfolgloses Jahr. Nur zwei Saisonsiege und der letzte Tabellenplatz ließen den Verein nach 14 Jahren wieder in die zweite Liga absteigen. Nach nur einer Saison in der Zweitklassigkeit schaffte die Mannschaft im Jahre 2008 den sofortigen Wiederaufstieg in die Premjer-Liga. In der Saison 2012/13 rettete sich der Verein auf den 13. Tabellenplatz (Relegationsplatz). In der Relegation traf Rostow auf den viertplatzierten Zweitligisten SKA-Energija Chabarowsk und sicherte sich mit zwei Siegen den Klassenerhalt.
Der erste große Erfolg der Vereinsgeschichte wurde in der Saison 2013/14 erzielt, als Rostow den Russischen Fußballpokal dank eines 6:5-Erfolgs im Elfmeterschießen gegen den FK Krasnodar gewann. Ursprünglich hätte Rostow dadurch an den Play-off-Spielen zur UEFA Europa League 2014/15 teilnehmen dürfen, erhielt jedoch nicht die nötige Lizenz und sollte durch Spartak Moskau ersetzt werden. Dem Einspruch des FK Rostow gegen diese Entscheidung beim Internationalen Sportgerichtshof wurde stattgegeben. Somit nahm er an der Qualifikation für die UEFA Europa League teil, wo er allerdings gegen den türkischen Vertreter Trabzonspor nach 0:2 und 0:0 in der Play-off-Runde ausschied.
Am 18. Dezember 2014 wurde Gurban Berdiýew als neuer Chefcoach verpflichtet. Mit Berdiýew konnte sich der Verein, der zum damaligen Zeitpunkt auf dem letzten Rang der Tabelle stand, in der Saison 2014/15 auf den 14. Tabellenplatz (Relegationsplatz) retten. In der Relegation traf Rostow auf FK Tosno und sicherte sich mit zwei Siegen den Klassenerhalt. In der Premjer-Liga 2015/16 kämpfte die Mannschaft bis zum letzten Spieltag um die Meisterschaft in der heimischen Liga, musste allerdings den ZSKA Moskau vorbeiziehen lassen. Durch diesen zweiten Tabellenplatz nahm FK Rostow an der Qualifikation zur UEFA Champions League 2016/17 teil, traf in der dritten Qualifikationsrunde auf den RSC Anderlecht und schaffte nach zwei Partien (2:2 und 2:0) den Sprung in die Play-off-Runde. Am 6. August 2016, nach dem Erfolg gegen Anderlecht und nach nur einem Spiel in der Saison 2016/17 trat Gurban Berdiýew als Cheftrainer zurück. Sein Nachfolger wurde der bisherige Co-Trainer Dmitri Kiritschenko. In der Play-off-Runde der Qualifikation zur Champions League wurde gegen Ajax Amsterdam zunächst ein 1:1-Unentschieden erkämpft. Anschließend wurde im heimischen Stadion die niederländische Mannschaft mit 4:1 besiegt. Dadurch qualifizierte sich der FK Rostow erstmals für die Gruppenphase der Champions League. Mit FC Bayern München, Atlético Madrid und PSV Eindhoven vervollständigte Rostow die Gruppe D des Wettbewerbs. Am fünften Spieltag konnte mit einem 3:2 im heimischen Stadion gegen den FC Bayern München überraschend der erste Sieg in einer Champions-League-Gruppenphase eingefahren werden. Letztendlich wurde Rostow Tabellendritter und qualifizierte sich somit für das Sechzehntelfinale der Europa League, wo sie auf Sparta Prag trafen. Rostow gewann im heimischen Stadion mit 4:0 und erspielte ein 1:1 in der tschechischen Hauptstadt. Im Achtelfinale trafen sie auf Manchester United und schieden nach 1:1 auf heimischen Boden und 0:1 auswärts aus.
Am 19. Dezember 2017 wurde Waleri Karpin als neuer Chefcoach vorgestellt.

## Namensänderungen
- Traktor (1930–1953)
- Torpedo (1953–1957)
- Rostselmasch (1957–2003)
- FK (seit 2003)

## Stadien
Der FK Rostow trug seine Heimspiele im 15.840 Zuschauer fassenden Stadion Olimp-2 aus, das bereits 1930 eröffnet wurde. Anfang der 2000er-Jahre erfolgte die Umgestaltung in ein reines Fußballstadion ohne Leichtathletikanlage. Zur Fußball-Weltmeisterschaft 2018 wurde die Rostow-Arena mit 45.145 Plätzen gebaut. Sie ist die neue Spielstätte des Vereins. Nach dem WM-Turnier wird das Platzangebot für die Spiele des FK Rostow auf 37.885 reduziert. 

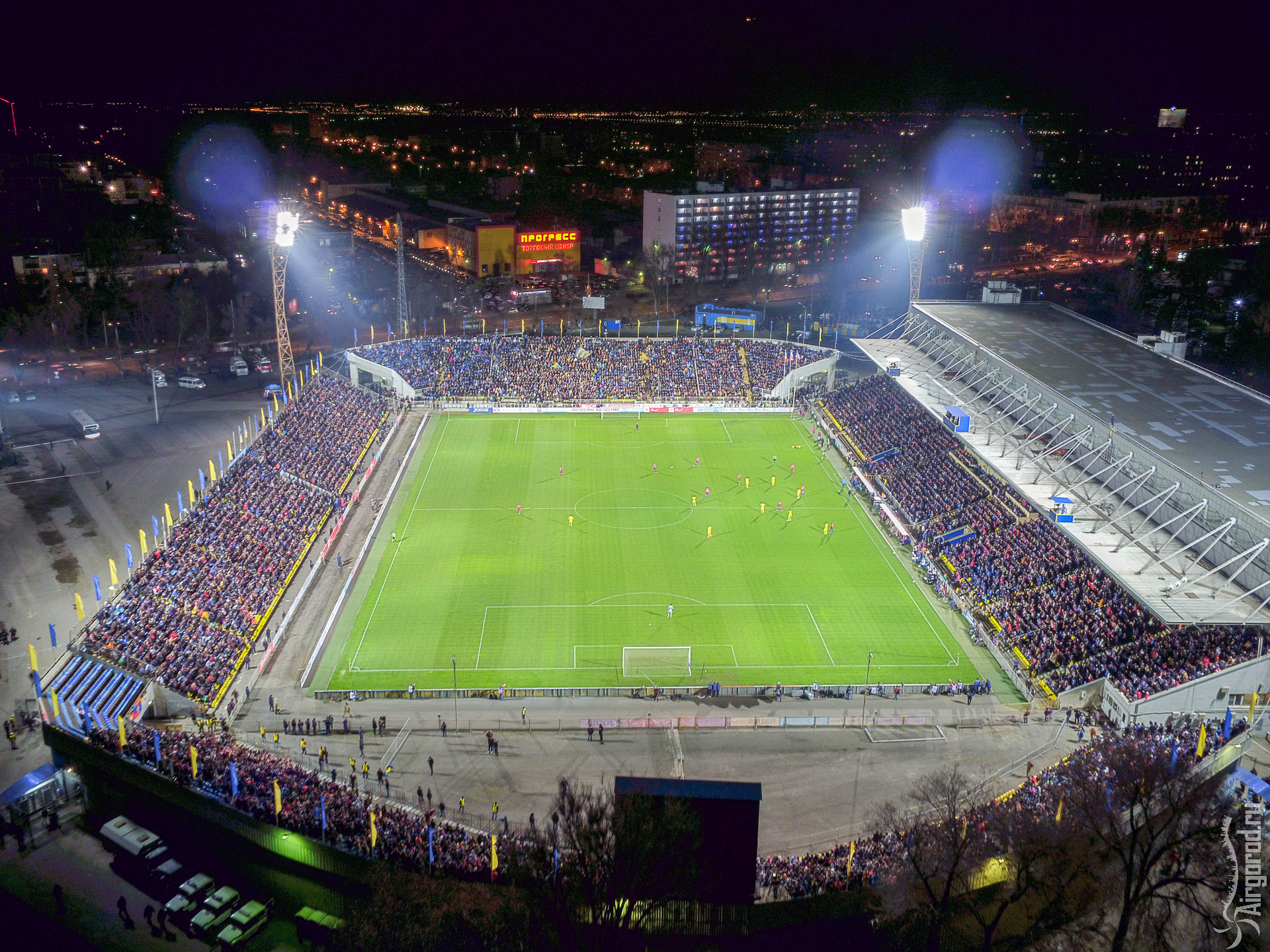
Das Stadion Olimp-2 (2016)
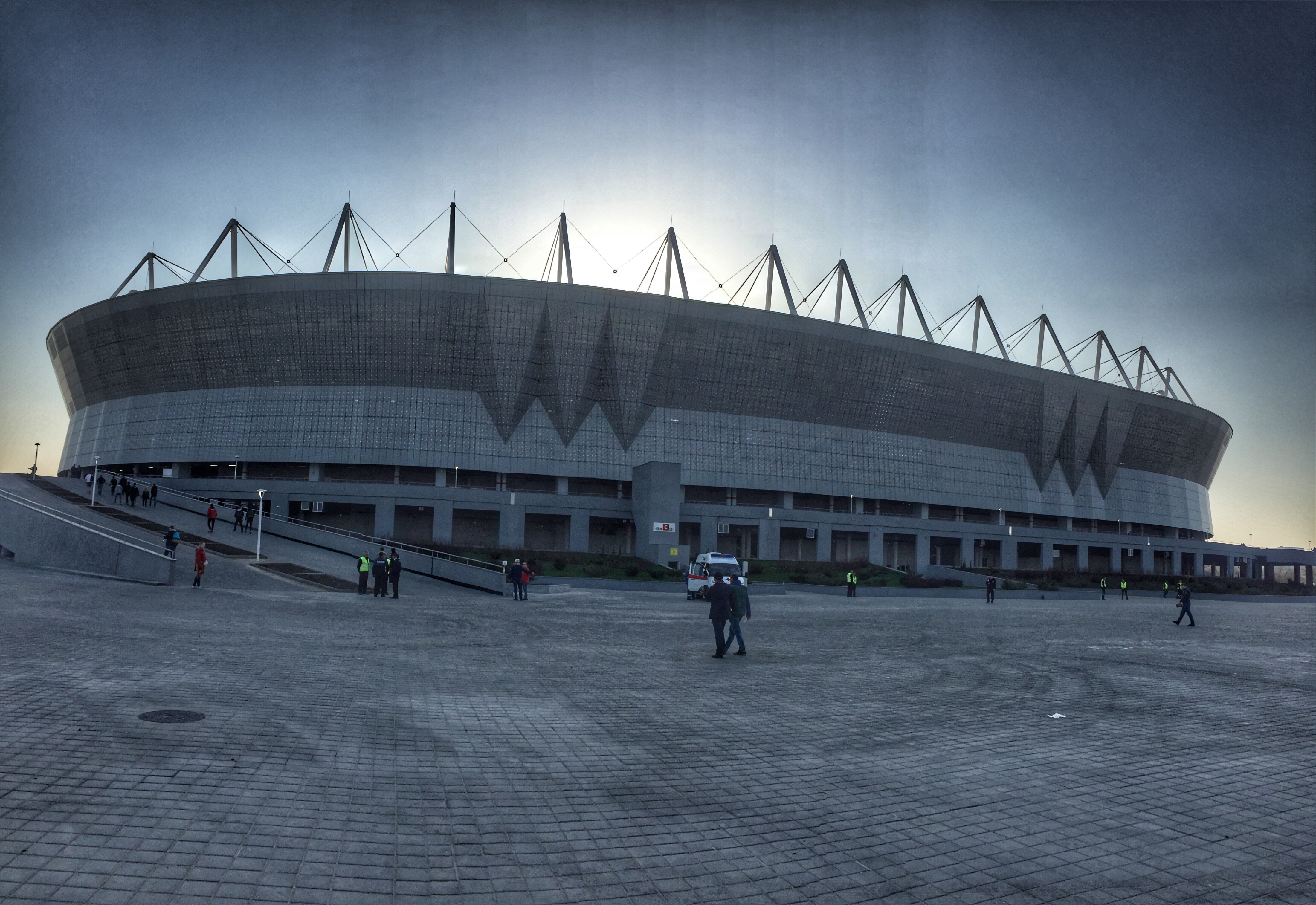
Die Rostow-Arena im April 2018

## Aktueller Kader 2024/25
Stand: 13. August 2024
| Nr. |                         | Position | Name                 |
| --- | ----------------------- | -------- | -------------------- |
| 1   | Tadschikistan           | TW       | Rustam Yatimov       |
| 13  | Bosnien und Herzegowina | TW       | Hidajet Hankić       |
| 71  | Russland                | TW       | Daniil Odojewski     |
| 78  | Russland                | TW       | Mikhail Tsulaya      |
| 3   | Niger                   | AB       | Oumar Sako           |
| 4   | Russland                | AB       | Wiktor Meljochin     |
| 28  | Russland                | AB       | Jewgeni Tschernow    |
| 29  | Russland                | AB       | Alexander Muchin     |
| 34  | Agypten                 | AB       | Eyad El Askalany     |
| 40  | Russland                | AB       | Ilya Vakhania        |
| 55  | Russland                | AB       | Maxim Ossipenko      |
| 87  | Russland                | AB       | Andrei Langowitsch   |
| 8   | Russland                | MF       | Aleksey Mironov      |
| 10  | Russland                | MF       | Kirill Schtschetinin |

| Nr. |           | Position | Name                  |
| --- | --------- | -------- | --------------------- |
| 15  | Russland  | MF       | Danil Glebow          |
| 18  | Russland  | MF       | Konstantin Kuchaev    |
| 19  | Armenien  | MF       | Choren Bajramjan      |
| 47  | Russland  | MF       | Daniil Utkin          |
| 51  | Russland  | MF       | Aleksey Koltakov      |
| 89  | Uruguay   | MF       | Rodrigo Saravia       |
| 7   | Brasilien | ST       | Ronaldo               |
| 9   | Iran      | ST       | Mohammad Mohebi       |
| 23  | Russland  | ST       | Roman Tugarew         |
| 27  | Russland  | ST       | Nikolai Komlitschenko |
| 62  | Russland  | ST       | Iwan Komarow          |
| 69  | Russland  | ST       | Jegor Golenkow        |
| 73  | Russland  | ST       | Imran Aznaurov        |
|     | Russland  | ST       | Stepan Melnikow       |

## Erfolge
- Russischer Vizemeister: 2016
- Russischer Pokalsieger: 2014
- Russischer Pokalfinalist: 2003, 2025
- Russischer Supercupfinalist: 2014
- Meister der 1. Division: 2008

## Zweite Mannschaft
Die zweite Mannschaft des FK Rostow hat ebenfalls den Profi-Status inne und spielt in der Saison 2024 in der viertklassigen 2. Liga Division B.

## Bekannte ehemalige Spieler
| Russland - Roman Adamow - Sergei Andrejew - Alexander Bucharow - Wladimir Djadjun - Witali Djakow - Soslan Dschanajew - Artjom Dsjuba - Roman Gerus - Spartak Gognijew - Wladimir Granat - Alexander Jerochin - Artur Jussupow - Alexei Ionow - Oleg Iwanow - Alexander Karatajew - Dmitri Kiritschenko - Denis Kolodin - Juri Kowtun - Fjodor Kudrjaschow - Dmitri Loskow - Pawel Mogilewez - Sergei Parschiwljuk - Dmitri Polos - Alexei Rebko - Nikolai Sabolotny - Dmitri Skopinzew - Igor Smolnikow - Dmitri Torbinski - Dmitri Weber | GUS und ehemalige Sowjetunion - Dmitri Kruglov - Rati Aleksidse - Dschano Ananidse - Micheil Aschwetia - Otar Chisaneischwili - Andrei Karpowitsch - Michail Roschkow - Baqtijar Sainutdinow - Samat Smaqow - Aleksandrs Koļinko - Juris Laizāns - Vīts Rimkus - Edgaras Česnauskis - Robertas Poškus - Alexandru Gațcan - Marko Dević - Jurij Maximow - Walentyn Sljusar - Eldor Shomurodov - Anton Ameltschanka - Maksim Bardatschou - Zimafej Kalatschou - Aljaksandr Kultschy | Europa - Tschawdar Jankow - Iwelin Popow - David Bentley - Roman Eremenko - Boris Rotenberg - Florent Sinama-Pongolle - Hrvoje Milić - Stipe Pletikosa - Sverrir Ingi Ingason - Viðar Örn Kjartansson - Björn Bergmann Sigurðarson - Ragnar Sigurðsson - David Toševski - Ivica Kralj - Marko Simić - Haitam Aleesami - Mathias Normann - Maciej Wilusz - Răzvan Cociș - Sorin Ghionea - Andrei Prepeliță - Anton Salétros - Danko Lazović - Albert Nađ - Branimir Petrović - Nenad Šljivić - Miha Mevlja - César Navas - Jan Holenda - Martin Horák - Martin Lejsal - Roman Lengyel - Michal Papadopulos | Amerika - Oscar Ahumada - Élson - Christian Noboa - Réginal Goreux - Carlos Gutiérrez - Bruno Silva Asien - Sardar Azmoun - Saeid Ezatolahi - Hong Yong-jo - Yoo Byung-soo | Afrika - Bastos - Igor Lolo - Guélor Kanga - Moussa Doumbia - Isaac Okoronkwo - Papa Gueye - Matthew Booth - Rowan Hendricks - Siyanda Xulu - Anis Boussaïdi |

## Trainer
- Pawlo Jakowenko (2007–2008)
- Oleh Protassow (2009–2011)
- Wolodymyr Ljutyj (2011)
- Miodrag Božović (2012–2014)
- Gurban Berdiýew (2014–2016)
- Dmitri Kiritschenko (2016)
- Waleri Karpin (2017–2021)
- Witaliý Kafanow (2021–)

## Bekannte ehemalige Präsidenten
- Ivan Savvidis